# 고수 (사람)
고수(高手)는 어떤 분야에서 뛰어난 사람을 의미한다. 주로 비디오 게임에서 잘하는 사람을 일컫는다. 대한민국에서 사용된 단어이지만, 온라인 게임 커뮤니티에 한국이 많이 존재하기 때문에 많은 국가의 게임 커뮤니티에서 채택되었다. 예를 들어 미국, 독일, 프랑스, 이탈리아, 루마니아, 에스토니아, 영국, 러시아 등에서도 퍼져나가 사용하게 되었다.
컴퓨터 게임에서 이 용어는 일반적으로 스타크래프트 (시리즈), 카운터-스트라이크 (비디오 게임), 철권, 워크래프트 III: 레인 오브 카오스, 디아블로 II, 디펜스 오브 디 에인션츠, 리그 오브 레전드, 히어로즈 오브 더 스톰, 오버워치, 오버워치 2, 에이펙스 레전드 등에서 쓰인다.

## 동의어
- 리트 (인터넷)
- 프로
- 마스터

## 같이 보기
- 한국어 기원의 영어 단어